# Oshawa
Oshawa är en stad i Ontario i Kanada. Staden ligger vid Ontariosjön cirka 60 kilometer öster om Toronto, i östra änden av storstadsområdet Gyllene hästskon. Med cirka 175 000 invånare år 2021 är det den största staden i Regional Municipality of Durham.
Bilindustri, särskilt den kanadensiska delen av General Motors, är en central del av Oshawas ekonomi. McLaughlin Carriage Company grundades 1876 och köptes av General Motors 1918 som General Motors of Canada (GM Canada). GM Kanadas huvudkontor och huvudsakliga fabriker finns i Oshawa. I takt med Torontos storstadsområdes tillväxt har Oshawas ekonomi också blivit allt mer kopplad till Torontos.